# スーザン・サランドン
スーザン・サランドン（Susan Sarandon, 本名: Susan Abigail Tomalin, 1946年10月4日 - ）は、ニューヨーク州ニューヨーク市出身のアメリカ合衆国の女優。

## 経歴・活動
ローマ・カトリック教徒の、アイルランド、イングランド、ウェールズの血を引く父親とシシリー島ラグーザ生まれの母との間に9人兄弟の長女として生まれる。1964年から1968年までアメリカカトリック大学で演劇を学び、1970年、映画『ジョー』でデビュー。メイン・キャストの一人としての出演ではあったが注目されず地道な俳優活動を余儀なくされる。
1975年、『ロッキー・ホラー・ショー』に主演女優として出演。現在に至るまでカルト映画の傑作として評価されるなど大ヒット。それに伴いサランドンも高い評価を受けた。1980年に映画『アトランティック・シティ』で初めてアカデミー主演女優賞にノミネートされると、順調にキャリアを積み重ね数多くの映画賞を受賞。1995年、『デッドマン・ウォーキング』でアカデミー主演女優賞を受賞。俳優としての地位を不動のものとした。以降、テレビドラマ、ドキュメンタリー番組、アニメーション作品とジャンルを問わず幅広く活躍。2008年公開の映画『スピード・レーサー』では真田広之と共演した。

## 私生活
大学在学中の1967年に、同級生であったクリス・サランドンと結婚したが1979年に離婚。しかし名前はそのまま残した。1970年代は映画監督のルイ・マルと2年間交際。その後、イタリア人監督のフランコ・アムリと交際し、後に女優となるエヴァ・アムリを儲ける。1988年より俳優のティム・ロビンスと同居し、1989年に男の子、1992年に男の子を儲けている。因みに、サランドンがアカデミー主演女優賞を受賞した『デッドマン・ウォーキング』はロビンスの監督作品である。
2009年夏に、ティム・ロビンスとの約20年間のパートナー関係を解消した。
政治的に左翼な立場を保ち、反戦運動や人権問題にも積極的に関わっていることで有名。2008年の大統領選挙では、ジョン・エドワーズを支持していた。2011年9月には「ウォール街を占拠せよ」への協力意志を表明し、9月27日にデモ拠点となっているズコッティ公園を訪れた。同年10月には、ローマ法王ベネディクト16世が少年時代にヒトラーユーゲントに加入していたことを理由に「法王はナチだ」と発言（なおバチカンによれば、当時ドイツの少年のユーゲント加入は強制だったという）。
2016年の大統領選挙では、予備選挙において、バーニー・サンダース候補の支持を表明し、応援演説も行っている。最終的には、多くのハリウッド・スターがヒラリー・クリントンへの支持を表明する中で、緑の党から出馬したジル・スタインに投票した。
その他、2010年のトリノオリンピックの開会式でオリンピック旗を掲揚する際の旗手を務めている。

## 主な出演作品

### 映画
| 公開年 | 邦題 原題                                                                                | 役名                                 | 備考                             |
| ------ | ---------------------------------------------------------------------------------------- | ------------------------------------ | -------------------------------- |
| 1970   | ジョー Joe                                                                               | メリッサ                             |                                  |
| 1974   | フロント・ページ The Front Page                                                          | ペギー・グラント                     |                                  |
| 1975   | 華麗なるヒコーキ野郎 The Great Waldo Pepper                                              | メアリー・ベス                       |                                  |
| 1975   | ロッキー・ホラー・ショー The Rocky Horror Picture Show                                   | ジャネット・ワイズ                   |                                  |
| 1976   | ドラゴンフライの幻想 One Summer Love                                                     | クロエ                               |                                  |
| 1977   | アドベンチャー・ラリー Checker Flag or Crash                                             | C.C. ウェインライト                  |                                  |
| 1977   | 真夜中の向う側 The Other Side of Midnight                                                | キャサリン・アレクサンダー・ダグラス |                                  |
| 1978   | プリティ・ベビー Pretty Baby                                                             | ハティ                               |                                  |
| 1978   | キング・オブ・ジプシー The Other Side of Midnight                                        | ローズ                               |                                  |
| 1980   | アトランティック・シティ Atlantic City                                                   | サリー・マシューズ                   |                                  |
| 1980   | ラヴィング・カップル Loving Couples                                                      | ステファニー                         |                                  |
| 1982   | テンペスト Tempest                                                                       | アレサ・トマリン                     |                                  |
| 1983   | ハンガー The Hunger                                                                      | サラ・ロバーツ                       |                                  |
| 1983   | クリストファー・ウォーケンの アクターズ・ラブ/舞台は恋のキューピット Who Am I This Time? | ヘレン・ショー                       |                                  |
| 1983   | バディ・システム The Buddy System                                                        | エミリー                             |                                  |
| 1985   | ムッソリーニと私 Mussolini and I                                                         | エッダ・ムッソリーニ・チャーノ       | テレビ映画                       |
| 1986   | フィリピン陥落 -バターン半島1942 Women of Valor                                          | マーガレット                         | テレビ映画                       |
| 1986   | ジュディスの告発 Compromising Positions                                                  | ジュディス・シンガー                 |                                  |
| 1987   | イーストウィックの魔女たち The Witches of Eastwick                                       | ジェーン                             |                                  |
| 1988   | さよならゲーム Bull Durham                                                               | アニー・サヴォイ                     |                                  |
| 1988   | スウィート・ハート・ダンス Sweet Hearts Dance                                            | サンドラ・ブーン                     |                                  |
| 1989   | 乙女座殺人事件 The January Man                                                           | クリスティーン・スターキー           |                                  |
| 1989   | 白く渇いた季節 A Dry White Season                                                        | メラニー・ブルーワー                 |                                  |
| 1990   | ぼくの美しい人だから White Palace'                                                       | ノラ・ベイカー                       |                                  |
| 1991   | テルマ&ルイーズ Thelma & Louise                                                          | ルイーズ・ソーヤー                   |                                  |
| 1992   | ザ・プレイヤー The Player                                                                | カメオ出演                           |                                  |
| 1992   | ボブ★ロバーツ Bob Roberts                                                                | タウナ・タイタン                     |                                  |
| 1992   | ロレンツォのオイル/命の詩 Lorenzo's Oil                                                  | ミケーラ・オドーネ                   |                                  |
| 1994   | ザ・クライアント 依頼人 The Client                                                       | レジー・ラブ                         | 英国アカデミー賞 主演女優賞 受賞 |
| 1994   | 若草物語 Little Women                                                                    | マーチ夫人                           |                                  |
| 1995   | セルロイド・クローゼット The Celluloid Closet                                            |                                      | ドキュメンタリー                 |
| 1995   | デッドマン・ウォーキング Dead Man Walking                                                | シスター・ヘレン・プレイジョーン     | アカデミー主演女優賞 受賞        |
| 1996   | ジャイアント・ピーチ James and the Giant Peach                                           | クモ                                 | 声の出演                         |
| 1998   | トワイライト 葬られた過去 Twilight                                                       | キャサリン・エイモス                 |                                  |
| 1998   | 天井桟敷のみだらな人々 Illuminata                                                        | セリメン                             |                                  |
| 1998   | グッドナイト・ムーン Stepmom                                                             | ジャッキー・ハリソン                 |                                  |
| 1999   | ブロークン・ハイウェイ Earthly Possessions                                               | シャーロット                         | テレビ映画                       |
| 1999   | クレイドル・ウィル・ロック Cradle Will Rock                                              | マルゲリータ・サルファッティ         |                                  |
| 1999   | 地上より何処かで Anywhere But Here                                                       | アデル・オーガスト                   |                                  |
| 2000   | ラグラッツのパリ探検隊 Rugrats in Paris: The Movie - Rugrats II                          | ココ                                 | 声の出演                         |
| 2001   | キャッツ&ドッグス Cats & Dogs                                                            | アイビー                             | 声の出演                         |
| 2002   | 17歳の処方箋 Igby Goes Down                                                              | ミミ                                 |                                  |
| 2002   | バンガー・シスターズ The Banger Sisters                                                  | ラヴィニア・キングズレー             |                                  |
| 2002   | ムーンライト・マイル Moonlight Mile                                                      | ジョージョー・フロス                 | 兼製作総指揮                     |
| 2004   | NOEL/ノエル Noel                                                                         | ローズ・コリンズ                     |                                  |
| 2004   | Shall We Dance?                                                                          | ビヴァリー・クラーク                 |                                  |
| 2004   | アルフィー Alfie                                                                         | リズ                                 |                                  |
| 2005   | エリザベスタウン Elizabethtown                                                           | ホリー・ベイラー                     |                                  |
| 2006   | バーナード・アンド・ドリス Bernard and Doris                                             | ドリス                               |                                  |
| 2007   | 告発のとき In the Valley of Elah                                                         | ジョアン・ディアフィールド           |                                  |
| 2007   | Mr.ウッドコック -史上最悪の体育教師- Mr. Woodcock                                        | ベヴァリー                           |                                  |
| 2007   | 魔法にかけられて Enchanted                                                               | ナリッサ女王                         |                                  |
| 2008   | スピード・レーサー Speed Racer                                                           | ママ・レーサー                       |                                  |
| 2009   | グレイティスト The Greatest                                                              | グレース                             |                                  |
| 2009   | ソリタリー・マン Solitary Man                                                            | ナンシー・カルメン                   |                                  |
| 2009   | ラブリーボーン The Lovely Bones                                                          | リン                                 |                                  |
| 2010   | 死を処方する男 ジャック・ケヴォーキアンの真実 You Don't Know Jack                        | ジャネット・グッド                   | テレビ映画                       |
| 2010   | サイコ リバース Peacock                                                                  | ファニー                             |                                  |
| 2010   | ウォール・ストリート Wall Street: Money Never Sleeps                                     | シルヴィア・ムーア                   |                                  |
| 2011   | ハッピーニート おちこぼれ兄弟の小さな奇跡 Jeff, Who Lives at Home                        | シャロン                             |                                  |
| 2012   | クラウド アトラス Cloud Atlas                                                            | アーサラ                             |                                  |
| 2012   | 素敵な相棒 〜フランクじいさんとロボットヘルパー〜 Robot & Frank                          | ジェニファー                         |                                  |
| 2012   | 俺のムスコ That's My Boy                                                                 | メアリー・マクギャリクル             |                                  |
| 2012   | キング・オブ・マンハッタン 危険な賭け Arbitrage                                          | エレン・ミラー                       |                                  |
| 2012   | ランナウェイ/逃亡者 The Company You Keep                                                 | シャロン                             |                                  |
| 2013   | オーバードライヴ Snitch                                                                  | ジョアン・キーガン                   |                                  |
| 2013   | グリフィン家のウエディングノート The Big Weding                                          | ビービー・マクブライド               |                                  |
| 2013   | ラスト・スキャンダル〜あるハリウッドスターの禁じられた情事〜 The Last of Robin Hood      | フローレンス・アードランド           |                                  |
| 2014   | 殺人の啓示 死を誘う男 The Calling                                                        | ヘイゼル・ミカレフ                   |                                  |
| 2014   | タミー/Tammy Tammy                                                                       | パール                               |                                  |
| 2014   | ピンポン・サマー Ping Pong Summer                                                        | ランディ・ジャマー                   |                                  |
| 2015   | アバウト・レイ 16歳の決断 About Ray                                                      | ドリー                               |                                  |
| 2015   | エイプリルと奇妙な世界 Avril et le monde truqué                                          | チミネ                               | 英語吹替、声の出演               |
| 2015   | マダム・メドラー おせっかいは幸せの始まり The Meddler                                    | マーニー                             |                                  |
| 2016   | ズーランダー NO.2 Zoolander 2                                                            | 本人役                               | ノークレジット                   |
| 2016   | スパーク:スペース・テイル Spark: A Space Tail                                            | バナニー                             | アニメ映画、声の出演             |
| 2016   | ニューヨーク、愛を探して Mothers and Daughters                                           | ミリー                               |                                  |
| 2017   | バッド・ママのクリスマス A Bad Moms Christmas                                            | アイシス                             |                                  |
| 2018   | ジョン・F・ドノヴァンの死と生 The Death & Life of John F. Donovan                        | グレース・ドノヴァン                 |                                  |
| 2019   | ブラックバード 家族が家族であるうちに Blackbird                                          | リリー                               |                                  |
| 2021   | JOLT/ジョルト Jolt                                                                       | 謎の女性                             | 日本劇場未公開                   |
| 2023   | ブルービートル Blue Beetle                                                               | ビクトリア・コード                   | 日本劇場未公開                   |

### テレビシリーズ
| 放映年    | 邦題 原題                                             | 役名                   | 備考                                                            |
| --------- | ----------------------------------------------------- | ---------------------- | --------------------------------------------------------------- |
| 1984      | フェアリーテール・シアター Faerie Tale Theatre        | 美女                   | エピソード: 「美女と野獣」に主演                                |
| 1995      | ザ・シンプソンズ The Simpsons                         | バレエ教師             | 声のゲスト出演                                                  |
| 2001      | フレンズ FRIENDS                                      | ジェシカ・ロックハート | エピソード:The One with Joey's New Brainに出演                  |
| 2002      | マルコム in the Middle Malcolm in the Middle          | メグ                   | エピソード:Company Picnic: Part 1, Company Picnic: Part 2に出演 |
| 2003      | デューン 砂の惑星 II Children of Dune                 |                        | テレビ・ミニシリーズ                                            |
| 2006-2007 | レスキュー・ミー NYの英雄たち Rescue Me               | アリシア・グリーン     | 6エピソードに出演                                               |
| 2008-2009 | ER緊急救命室 ER                                       | ノラ                   | エピソード:Old Timesに出演                                      |
| 2010-2011 | 30 ROCK/サーティー・ロック 30 Rock                    | リン                   | 2エピソードに出演                                               |
| 2013-2014 | マイク＆モリー マシュマロ系しあわせ日記 Mike & Molly  | J.C.スモール           | 2エピソードに出演                                               |
| 2016      | アメリカン・ダッド American Dad!                      | ジャスパーテリアン夫人 | 1エピソードに出演、声の出演                                     |
| 2017      | フュード/確執 ベティ vs ジョーン FEUD: BETTE AND JOAN | ベティ・デイヴィス     |                                                                 |
| 2017      | リック・アンド・モーティ Rick and Morty               | ドクター・ウォン       | 1エピソードに出演、声の出演                                     |
| 2017-2018 | ネオ・ヨキオ Neo Yokio                                | アガサおばさん、ほか   | 7エピソードに出演、声の出演                                     |
| 2017-2019 | レイ・ドノヴァン ザ・フィクサー Ray Donovan           | サマンサ・ウィンスロー | 19エピソードに出演                                              |

## 受賞・ノミネート
- 1980年『アトランティック・シティ』にてアカデミー主演女優賞にノミネート。
- 1991年『テルマ&ルイーズ』でアカデミー主演女優賞にノミネート。
- 1992年『ロレンツォのオイル/命の詩』にてアカデミー主演女優賞にノミネート。
- 1994年『依頼人』でアカデミー主演女優賞にノミネート。
- 1995年『デッドマン・ウォーキング』にて第68回アカデミー賞主演女優賞受賞。

## 参照
1. ↑  Sarandon learns about Welsh roots News.bbc.co.uk. 28 November 2006
2. ↑  A fine romancer. The Guardian. 18 March 2006.
3. 1 2  “Susan Sarandon Biography – Yahoo! Movies”.   Movies.yahoo.com. 2010年7月13日閲覧。
4. ↑  スーザン・サランドンの娘で女優のエヴァ・アムリ、結婚 - シネマトゥデイ
5. 1 2  Susan Sarandon. Hollywood.com.
6. ↑  Triggs, Charlotte (2009年12月23日). “Susan Sarandon and Tim Robbins Split – Breakups, Susan Sarandon, Tim Robbins”. People 2010年7月13日閲覧。
7. ↑  「おしどりパートナー　スーザン・サランドンとティム・ロビンスが23年目で破局」『シネマトゥデイ』2009年12月24日。2024年5月7日閲覧。
8. ↑  “スーザン・サランドン”.   映画.com. 2024年5月7日閲覧。
9. ↑  “Susan Sarandon's Federal Campaign Contribution Report”. Newsmeat.com. 2008年1月21日時点のオリジナルよりアーカイブ。2008年1月13日閲覧。
10. ↑  “「ウォール街を占拠」デモにオスカー女優のサランドンさんも参加”. ブルームバーグ. (2011年9月27日) 2011年10月2日閲覧。 {{cite news}}: |work=、|newspaper=引数が重複しています。 (説明)⚠
11. ↑  ローマ法王は「ナチス」、米女優Ｓ・サランドンの発言が物議 ロイター2011年10月18日
12. ↑  “Susan Sarandon Gets Emotional About Bernie Sanders Movement”. YouTube 2019年6月16日閲覧。 {{cite news}}: |accessdate=の日付が不正です。 (説明)⚠
13. ↑  SusanSarandonのツイート、2019年6月16日閲覧。